# Tamanan (Banguntapan)
Tamanan is een bestuurslaag in het regentschap Bantul van de provincie Jogjakarta, Indonesië. Tamanan telt 12.954 inwoners (volkstelling 2010).